# Antoine Herth

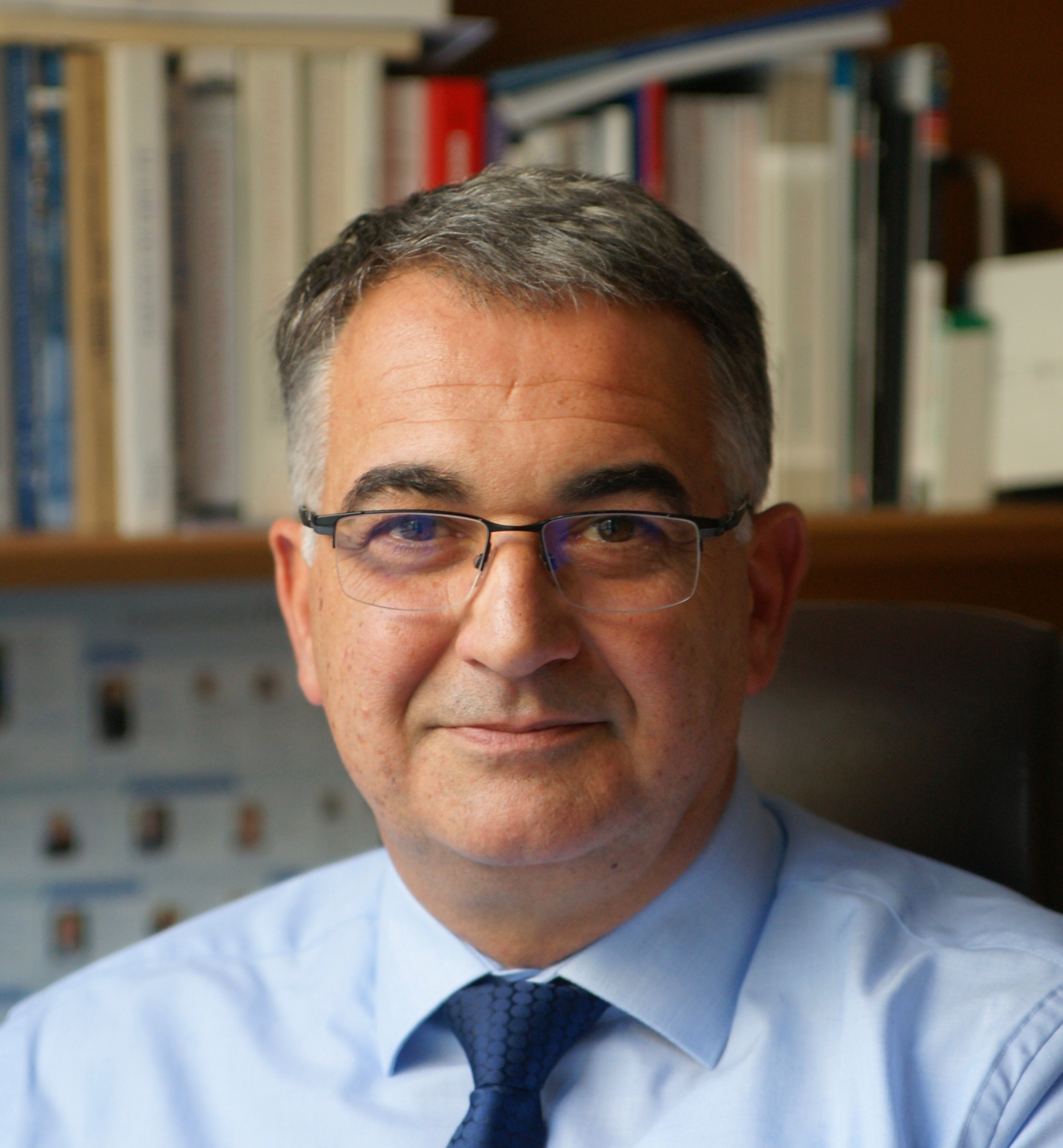
Antoine Herth, 2018

Antoine Herth (* 14. Februar 1963 in Sélestat) ist ein französischer Politiker der Les Républicains.

## Leben
Antoine Herth studierte Landwirtschaft und übernahm 1984 die Familienfarm in Artolsheim. Er war sehr früh Aktivist bei den Jeunes agriculteurs und übernahm innerhalb des Nationalen Zentrums für Junglandwirte abteilungs-, nationale und europäische Aufgaben.
Herth ist seit 2002 Abgeordneter in der Nationalversammlung.
Seit 2019 ist Antoine Herth im Vorstand der Deutsch-Französischen Parlamentarischen Versammlung.
Siehe auch: Liste der Mitglieder der Nationalversammlung der 15. Wahlperiode (Frankreich), Liste der Mitglieder der Nationalversammlung der 14. Wahlperiode (Frankreich), Liste der Mitglieder der Nationalversammlung der 13. Wahlperiode (Frankreich) und Liste der Mitglieder der Nationalversammlung der 12. Wahlperiode (Frankreich)